# Chaetoderma tetradens
Chaetoderma tetradens is een schildvoetigensoort uit de familie van de Chaetodermatidae. De wetenschappelijke naam van de soort is voor het eerst geldig gepubliceerd in 1981 door Dimitri Lumbergovitsch Ivanov.